# Wildwood (New Jersey)
Pour les articles homonymes, voir Wildwood.
Wildwood est une ville située dans l'État américain du New Jersey, dans le comté de Cape May. Selon le recensement de 2010, sa population est de 5 325 habitants.

## Tourisme
De nombreux touristes québécois et canadiens visitent Wildwood au cours de l'été. La ville offre une multitude d'activités, dont la plage et le petit zoo.